# Florence Austral
Florence Austral, właśc. Florence Mary Wilson (ur. 26 kwietnia 1892 w Richmond koło Melbourne, zm. 15 maja 1968 w Newcastle) – australijska śpiewaczka, sopran.

## Życiorys
W latach 1914–1918 studiowała w konserwatorium w Melbourne. Edukację kontynuowała w Nowym Jorku i Londynie. W 1921 roku debiutowała jako śpiewaczka koncertowa, rok później natomiast na deskach londyńskiego Covent Garden Theatre miał miejsce jej debiut operowy w roli Brunhildy w Walkirii Richarda Wagnera. Dla potrzeb scenicznych przybrała najpierw nazwisko swojego przyrodniego ojca, Fawaz, a później pseudonim Austral, urobiony od nazwy ojczystego kraju. W latach 1925–1926 śpiewała w Stanach Zjednoczonych, w 1930 roku gościła w Staatsoper w Berlinie, głównie występowała jednak na scenach angielskich. Od 1937 do 1939 roku związana była z londyńskim Sadler’s Wells Theatre. W 1940 roku zakończyła karierę sceniczną. Od 1959 roku wykładała w konserwatorium w Newcastle.
Zasłynęła przede wszystkim jako wykonawczyni ról w operach Richarda Wagnera. Ceniono ją też jako odtwórczynię głównej roli w Aidzie Giuseppe Verdiego.
Jej mężem był flecista John Amadio.